# 朱奇湞

庆成端顺王朱奇浈（1454年—1533年），明朝庆成温穆王朱锺镒的嫡长子。

## 生平

### 袭封前
弘治四年（1491年）十一月，朱奇浈代理王府事。他亲近太原右卫指挥佥事李学等人，盗用军粮、银绢等物，军人刘珏、金荣、陈贤与小旗沈清图谋诉讼，百户黄玺唆使李学抓刘珏等下狱，诬告刘珏等曾盗发河东郡君坟墓，各杖一百。刘珏等越狱逃窜，陈贤及其同党朱进、总旗汪脱、王伦被捕后被扑杀，李学又诬陷沈清盗取祖庙祭器，沈清逃匿，就抓捕其妻齐氏及佣人郝朗妻傅氏，炮烙，以竹签钉其手指，傅氏死。沈清与其子去朝廷告状，李学又唆使庆成王诬奏沈清，从京师抓回来，棰其子致死，又令人缢杀沈清。金荣越狱而出，与其弟金通奏李学等诬杀人命，及其家子弟与王府婚配失伦等不法事。李学抓金通下狱棰死。死者家都去告官，有司据实上报，诏命认为朱奇浈听人摆布，棰死无辜七人，革去冠带，令带头巾读书，不许理府事，并降敕切责庆成王婚配失序，李学等十一人都判处决，暴横、侵盗钱粮、吓抢财物的仪宾等官项伦等三十一人纳米赎罪、革去冠带闲住，百户臧縺等七人各降一级调四川茂州卫食粮差操，总旗陈子成等十人各降一级，与军人周敬等十三人都押往狭西凉州卫，转发沿边墩台守哨。
庆成王多次奏称朱奇浈自革去冠带后渐知悔悟，请求再令他恢复冠带代理府事。弘治七年（1494年）五月，孝宗认为自己已经从轻，庆成王仍然不停奏扰，不允。九年（1496年），庆成王去世。朱奇浈母妃陈氏屡次奏请让朱奇浈袭封，十一年（1498年）三月，孝宗准。十二月，遣怀柔伯施瓒、成安伯郭宁、武平伯陈勋、彰武伯杨质、崇信伯费柱、宣城伯卫璋、长宁伯周彧、建平伯高霳持节充正使，翰林院侍讲张芮、尚宝司司丞崔璇、鸿胪寺右少卿杨瑢、吏科给事中吴蕣、礼科给事中马子聪、兵科给事中张弘至、中书舍人韩琏、户部员外郎胡经充副使册封朱奇浈为庆成王，夫人侯氏为庆成王妃。

### 袭封后
朱奇浈的叔父鎮國將軍朱鍾鏘有庶子朱奇漖等五人，最年幼的叫朱奇溢。朱鍾鏘死后，诸子驱逐朱奇溢及其母王氏，夺其府第。盲人楊瑀善讴歌，朱奇漖等经常引入府中宴樂，王氏因而和他私通。久后事泄，王氏与杨瑀夜奔平陽。有司逮捕相关人员治罪，都服罪。弘治十四年（1501年）十月，孝宗命楊瑀處决，王氏自盡，朱奇漖等四人姑且宽恕，各革祿米三分之一，敕朱奇浈嚴戒告諭，教授陳貴、楊經等由山西巡按御史逮捕治罪。
弘治十五年（1502年）三月，朱奇浈奏称因伯父晋庄王朱锺铉薨逝，请求亲诣太原祭奠。礼部说无前例，且庆成王居汾州，去太原三百余里，往返不便，请求令本府教授等官代往致祭，获准。
弘治十七年（1504年）三月，朱奇浈奏称本府革爵庶人朱奇潡先前因挟制王府酷害人命革职，后来又违禁滥听凶人充伴当，听其摆布打死平民。事下巡抚、巡按等官勘问得实，刑部覆奏，孝宗命姑且从轻处置，遣内官押赴凤阳居住看守祖陵，并告谕朱奇浈。
輔國將軍朱奇㵬先前以私出禁城，革祿米三分之一。又有逃軍藏匿在朱奇㵬家，倚勢撲人於市，官员使人捕之，被朱奇㵬怒殴打断右脛；朱奇㵬又因宿忿，打断軍餘黃挺的大腿，投石打黄挺弟黄琛的家門，且持刀追逐，被黄琛傷及头部。朱奇浈上奏法司，請加切責，获准。五月，孝宗革除朱奇㵬全部俸禄，命朱奇浈嚴禁之。
八月，因朱奇浈所请，赐其书院额为尚贤，并赐《五经大全》等书。
庆成王府的南海郡君的儀賓李實因包攬錢粮獲罪，弘治十八年（1505年）十二月，郡君私自入京擊鼓訟冤，禮部請求遣中使送回，仍敕朱奇浈約束，究治教授、守城官罪。明武宗以郡君出城訴訟有违禮法，命法司商议。朱奇浈亦奏郡君及將軍朱奇滔、朱奇浙、朱表桄、朱表桹、朱表梗、朱表槆諸不法事，於是禮部及法司商议朱奇滔等等候勘查处理，仍申明禁例，凡越例私奏者都不处理其奏请。武宗说將軍、中尉、郡縣主君等多入京奏訴，近期已成風，騷擾道路，貽辱宗室，立即移文各王府省諭禁約，如还有违反的要治罪。朱奇浈奏本府辅国将军朱奇滔因小忿擅自赴京奏事，劳烦中官送回，之后有类此者，应该令外衙门遣官押送，以不违祖训。事下刑部，覆奏称将军、中尉由部寺属官押送，庶人由办事官押送，郡县主君仍以中官押送，武宗下旨今后将军以下越级诉讼者不必款待、送礼，只令办事官送回本府严加管束。
正德元年（1506年）九月，奉國將軍朱表槆因通奸逼死人，都察院上其罪狀得旨，朱表槆依法當逮捕治罪，姑且從輕奪其冠帶祿米閒住，仍敕令朱奇浈約束。
正德二年（1507年）六月，朱奇浈奏本府原赐侍卫官军近来改隶属太原右卫，供役缺人，请求取回本府管束，换其他人去大同操备。兵部提起朱奇浈过去的罪行，才导致孝宗只留正军百人为校尉，其余改隶属太原右卫，认为不可允准朱奇浈所请，但武宗准了朱奇浈所奏。
正德三年（1508年）二月，朱奇浈奏本府宗支人多，各將軍所生子女有冒報歲數的，無可查考，请求令各將軍府查報。禮部商议，武宗说宗支事重，朱奇浈既然有奏，应该集收生人等及宮眷研審，如果有朦朧，就追究罪，今後須保勘奏報，仍通行各王府一體遵行。
十二月，朱奇浈奏堂侄奉國將軍朱表桗先前聘娶典仗所餘丁田林的女儿，因祖父去世未婚，如今服闋，上疏請求。武宗说王府子女禁止与本府軍校之家選配，如何违反，应该另选婚配，以後有違者被禮部查出，就停婚，被選之家戍邊卫不宽恕。
正德四年（1508年）六月，因朱奇浈所请，給其弟故鎮國將軍朱奇淵宮眷飬贍米每年五十石。同月，慶成王府儀賓雷景聱、李經因毀詈法官，被朱奇浈拘押治罪仍不服，谪戍遼東寧遠卫；輔國將軍朱奇泠、朱奇瀾因詈辱法官、不服朱奇浈戒諭，革除祿米三分之二，賜勑切責。
正德五年（1510年）五月，朱奇浈和永和王朱表桻请求恢复侍卫官军，下兵部商议，认为二府典仗正校足以充使令，不宜奏扰，请求怪罪辅导官不能谏阻之罪。武宗诏令给正军百名，改为校尉，不为成例，辅导官免追究。
正德六年（1511年）正月，因朱奇浈奏请，命每年给故輔國將軍朱表杆夫人劉氏等食米五十石。
正德八年（1513年）五月，朱奇浈奏儿子镇国将军朱表杜不遵训诫，朱表杜的禄米被革去三分之一。
輔國將軍朱奇潡因杀人被幽禁鳳陽，其子朱表榍奏请代父受过不获准。六月，朱表榍與弟朱表榾赴京自奏，刑部商议其罪，武宗下詔逮問諸守門巡捕及左右從人，姑且宽宥朱表榍、朱表榾之罪，令庆成王府嚴格管束。
正德十一年（1516年）三月，因查实庆成王府宗室多有作恶、朱奇浈以修家庙为名科敛族属财物又与仪宾陈宾多蓄校卒骚扰地方，有违祖训，柳祥等六人处死，邹廷玺等四十三人发戍边卫，朱奇浈弟镇国将军朱奇瀶降庶人，辅国将军朱表檬、镇国将军朱奇溼革禄米三分之二，朱奇浈弟镇国将军朱奇、镇国将军朱奇洏、辅国将军朱表桐、朱奇溼子辅国将军朱表栿、镇国将军朱奇㵬、朱表𣝉革禄米三分之一，镇国将军朱奇濣、朱奇潘、朱表檊、辅国将军朱奇湋、朱奇浹、朱奇沇停禄米半年，朱奇浈嫡长子镇国将军朱表𣡵姑且宽宥，陈宾杖八十革为民，庆成王府校卒仅留下五十人，其余皆还隶原卫。
最初山西郡王以下禄米按例三分之二折为银两，其余给米。庆成、永和二王府取用很多米，交米的百姓为之所苦。刑部侍郎张纶等讯问二府狱情，归因上报，户部商议令二府禄米都折为银两，其余郡王及将军中尉仍旧。四月，准奏。
慶成王府陰館郡君生子徐锜、徐林，徐林死后，郡君的堂弟也是朱奇浈的弟弟鎮國將軍朱奇涇想娶徐林的遗孀为妾，贿赂郡君的同胞兄弟輔國將軍朱奇况。朱奇况强迫徐锜接受聘礼，徐锜愤怒，手刃了舅舅朱奇况及其子奉國將軍朱表樜。事发，由鎮巡官按問，正德十二年（1517年）六月，徐錡擬斬監候，朱奇涇因其他事曾革祿米，令朱奇浈切責。
正德年间，朱奇浈因贤孝闻名，得到赐敕褒奖。嘉靖初年，尚书王琼告诉朝廷朱奇浈有子七十人。
嘉靖二年（1523年）闰四月，辅国将军朱奇涏因淫縱不檢為巡按御史王秀所劾，朱奇浈切責之，治誘引撥置者之罪。
五月，因朱奇瀶和辅国将军朱奇曾受贿私选犯罪人为仪宾尚六合郡君，命夺禄米各三分之一，朱奇浈也因失察代奏被降敕谴责。
六月，朱奇浈弟鎮國將軍朱奇澆因盜支官銀，為巡撫都御史胡錠參奏，明世宗敕朱奇浈切責之，奪其祿米三分之一。
八月，应朱奇浈所请，赐御制文集、《历代臣鉴》各一部。
朱奇浈年老称病，请求由朱表𣡵代理府事。十月，准奏。朱奇湞喜歡與士大夫交遊，朱表𣡵則深居簡出，朱表𣡵的庶长子朱知燫常年侍奉祖父，內贊決府事，外應酬賓客。
嘉靖三年（1524年）六月，朱奇浈以府内宗人违法，请求下敕禁约，世宗准奏，告谕朱奇浈正己律人，不得假此徇私，以负朝廷和睦宗族之意。
嘉靖五年（1526年）四月，庆成王府輔國將軍朱奇淘因藏匿大盜获罪，詔革祿米三分之一，仍敕令朱奇浈嚴加禁治。九月，慶成王府奉國將軍朱奇洏因淫縱不法為巡按御史馬錄所劾，詔奪祿米半年，敕令朱奇浈切責。十月，慶成王府奉國將軍朱奇汍因淫縱不法获罪，詔削奪祿米三分之一，敕令朱奇浈戒飭。
嘉靖七年（1528年）正月，山西巡抚都御史江潮举朱奇浈孝行，诏赐玺书银币以为旌表。
嘉靖九年（1530年）四月，因朱奇浈和山陰王朱成鍪所请，各赐《明倫大典》一部。
十二月，因肃王朱贡錝、堵阳王朱同鉣、南川王朱申锯、长阳王朱恩钠、陵川王朱诠𨮒、襄陵王朱徵钤、朱奇浈都年逾七十，命赐玺书及给羊酒币帛，令各府进表官带上致以问候。

### 后事
嘉靖十二年（1533年），朱奇浈去世，谥端顺。葬汾州孝臣里。
朱表杜性貪戾，曾经率惡少跳墙乘夜入府藏，偷窃朱奇浈的金子，丧父后又想趁喪劫夺其遺物未遂；朱奇浈另一子镇国将军朱表樤收父婢為妾，與其子也入府藏偷金，為母妃侯氏所奏。明世宗调查后，于嘉靖十三年（1534年）十一月削朱表杜为庶人，夺朱表樤及其子輔國將軍朱知烐禄米三分之二。
嘉靖十四年（1535年）十二月，册封朱表𣡵为庆成王。

## 评价
- 《弇山堂别集》卷075：守禮執義，和比於理。

## 家庭

### 妻妾
- 王妃侯氏

### 子孙
- 嫡长子：镇国将军→庆成恭裕王朱表𣡵
- 子：镇国将军朱表杜，嘉靖十三年（1534年）十一月革为庶人
- 第五子：镇国将军朱表榽，弘治二年（1489年）十二月赐名[42]，嘉靖十三年（1534年）十一月在世
- 子：镇国将军朱表楓，嘉靖十三年（1534年）十一月在世[40]
- 庶七子：镇国将军朱表樤，弘治十六年（1503年）二月赐名，[43]嘉靖十三年（1534年）十一月夺禄米三分之二，三十六年（1557年）六月夺俸禄一年[44]
  - 子：輔國將軍朱知烐，嘉靖十三年（1534年）十一月夺禄米三分之二[40]
  - 子：輔國將軍朱知𩇭，嘉靖二十七年（1548年）六月夺俸禄半年[45]
- 庶八子：镇国将军朱表梇，弘治十六年（1503年）二月赐名[43]
- 孫：輔國將軍朱知燯[46]
  - 子：奉國將軍朱新堤[46]

## 轶闻
《明盛事》载庆成王有百子，都长大成人，长子袭封，其余都封镇国将军，彼此都未必认识，都长着高鼻梁。《明外史》认为此庆成王就是朱奇湞。